# Graziano Motta
Graziano Motta (Aci Sant'Antonio, 6 luglio 1929 – Roma, 19 agosto 2025) è stato un giornalista, scrittore e critico musicale italiano.

## Biografia
Graziano Motta è nato nel 1929 sulle pendici dell'Etna, a Valverde, allora frazione di Aci Sant'Antonio. Allievo dell'Istituto Salesiano di Pedara veniva istruito negli studi classici mentre il padre, insegnante e pubblicista, lo apriva a quelle esperienze di giornalismo che, ancor prima di intraprendere gli studi universitari nel Siculorum Gymnasium, lo avrebbero introdotto nel mondo cattolico dell'informazione, nel quale ha sempre militato; fin dagli esordi, nel 1945-46, ne L'idea cristiana di Catania e poi, nei quotidiani Giornale dell'Isola e Corriere di Sicilia sotto la guida di due grandi direttori, Alfredo Signoretti e Riccardo Forte. 
Nel 1952 era chiamato a Roma, nella redazione politica e parlamentare del quotidiano Il Popolo Nuovo di Torino, come “vice” di Carlo Trabucco; e l'anno successivo da mons. Ernesto Pisoni a Milano nella redazione del quotidiano L'Italia, diretto poi dal prof. Giuseppe Lazzati e da mons. Carlo Chiavazza. Contemporaneamente (settembre 1953), nella sede milanese della RAI, avviava il primo ufficio stampa della nascente Televisione Italiana su incarico del direttore generale prof. Sergio Pugliese. Suo il testo del cortometraggio Antenne TV diffuso il 4 gennaio 1954, giorno dell'inizio ufficiale delle trasmissioni televisive. 
Dopo alcune importanti esperienze nel mondo della cultura (musicale, cinematografica, televisiva e letteraria; fra l'altro negli anni 1968 e 1969 è stato direttore del Festival internazionale Cinema-TV-Narrativa di Alghero, presieduto da Riccardo Bacchelli), e di nuovo nell'arena giornalistica a Roma negli anni 1972-1975 caposervizio esteri nel quotidiano politico-economico Il Globo diretto da Antonio Ghirelli, è stato giornalista inviato nel Medio Oriente dove ha vissuto per oltre un trentennio (salvo due parentesi nei Balcani), in particolare a Gerusalemme, impegnato per l'Agenzia ANSA, la Radio Vaticana (della quale è stato assiduo collaboratore), Avvenire, L'Osservatore Romano; e come fondatore e condirettore degli Annales dell'Ordine Equestre del Santo Sepolcro di Gerusalemme.
Per il Gran Giubileo del 2000, quando già da anni era al servizio per la Comunicazione del Patriarcato Latino di Gerusalemme, il direttore di Radio Vaticana, padre Federico Lombardi, gli confidava di organizzare e dirigere un ufficio di corrispondenza quotidiano, con redattori di sette lingue.
Rientrato in Italia, nel 2007 è stato chiamato dall'Arciprete della Basilica Papale di San Paolo fuori le Mura, cardinale Andrea di Montezemolo, come suo stretto collaboratore, responsabile per la Comunicazione dell'Anno Paolino.
Nell'ottobre 2010, su nomina del Santo Padre Benedetto XVI, in qualità di esperto, è stato Adjutor Secretarii Specialis dell'Assemblea per il Medio Oriente del Sinodo dei Vescovi. 
Dal 2011 al 2014 nella Città del Vaticano cura la comunicazione del Gran Magistero dell’Ordine Equestre del Santo Sepolcro di Gerusalemme e ripristina come condirettore la rivista Annales.
Negli ultimi anni ha collaborato assiduamente, come analista, a La Nuova Bussola Quotidiana ed è invitato in varie città d'Italia come conferenziere esperto del Medio Oriente.
Graziano Motta si è spento a Roma il 19 agosto 2025.

## Pubblicazioni
- I giganti della musica (Milano Epoca-Mondadori 1966)
- Omaggio a Shakespeare (Milano Epoca-Mondadori 1967)
- Concerto all'italiana e Le canzoni da battello del Settecento a Venezia (Milano, Philips 1966)
- La Resistenza nella zona etnea: I Fatti di Pedara e Mascalucia nel 1943, Palermo, Ila Palma, 1983.
- Centenario della presenza dei Salesiani a Pedara (Pedara, ottobre 1997)
- Relazioni tra Chiesa cattolica e Giudaismo nel Novecento (Madrid, estate 2000).
- L'Anno Paolino (Libreria Editrice Vaticana, 2010) (ISBN: 978-88-209-8514-1)[4].
- San Pio: un Profeta, un esempio, un monito (Editrice ArtCodex, 2012) (ISBN: 978-88-6180-011-3) con medaglia dello scultore Alessandro Romano.[5]
- Verità e beffe del secolo passato (Marcianum Press, Venezia 2021) (ISBN: 978-88-6512-760-5)

## Onorificenze
Medaglia dei 1300 anni della nazione Bulgaria (1981-82)
Premio "Ara di Giove" - Città di Pedara (IV Edizione) per il giornalismo (28 agosto 2003)
Nel contesto del VI Premio Turi Ferro, targa d'argento del Comune di San Giovanni La Punta (6 agosto 2011)
V Premio Fratelli Sturzo honestatis defensores -  8 agosto 2014, Castello dei principi Lancia di Brolo (Messina) - per i settanta anni di attività giornalistica.